# Maison d'Église
Dans le catholicisme, une maison d'Église est un lieu qui « propose des rencontres, des activités, des réflexions, des prières, en veillant à trois dimensions fondamentales : la rencontre, l’ouverture à tous et le rapprochement entre culture et foi » et ont une mission de service à la société.

## Liste de maisons d'Église en France
(liste non exhaustive)
- la maison d’Église Saint-Maximilien-Kolbe à Rueil-sur-Seine dans le quartier d’affaires de Rueil-Malmaison, depuis 1995[2].
- Notre-Dame de Pentecôte à La Défense, près de Paris, depuis 2001 ;
- la Maison de la Parole, à Meudon, depuis 2011[3] ;
- l'Accueil Marthe-et-Marie, à Lille, depuis 2011[4] ;
- la Maison Saint-François-de-Sales à Boulogne-Billancourt, depuis 2014[5] ;
- la Maison d'Église Saint-Paul de la Plaine, à la Plaine Saint-Denis, depuis 2014[6] ;
- la Maison Ozanam, à Paris au cœur du nouveau quartier de la ZAC Clichy-Batignolles, depuis 2015[7] ;
- la Maison d'Église Saint-Jean-Baptiste à Dunkerque, depuis 2017 ;
- l'Escale maison Saint Jean-Baptiste à Montpellier, depuis 2019 ;
- le Centre Marial au Havre ;
- la maison Sainte-Anne à Bolbec ;
- le Sacré-Cœur au Havre ;
- Saint-Philibert à Montivilliers (Seine-Maritime) ;
- L'Oasis à Fécamp.